# Aelius Rufus
Aelius Rufus (sein Praenomen ist nicht bekannt) war ein im 2. oder 3. Jahrhundert n. Chr. lebender Angehöriger des römischen Ritterstandes (Eques).
Durch eine Weihinschrift, die beim Kastell Segedunum gefunden wurde und die auf 101/300 datiert wird, ist belegt, dass Rufus Präfekt der Cohors IIII Lingonum war, die in der Provinz Britannia stationiert war.